# Balanococcus cordylinidis
Balanococcus cordylinidis är en insektsart som först beskrevs av Brittin 1938.  Balanococcus cordylinidis ingår i släktet Balanococcus och familjen ullsköldlöss. Inga underarter finns listade i Catalogue of Life.